# Messier 28
Messier 28 (NGC 6626), é um aglomerado globular na constelação de Sagitário. Foi descoberto por Charles Messier em 1764.
Situa-se a uma distância de aproximadamente 18 000 anos-luz em relação à Terra.
No céu, está a menos de um grau a noroeste da estrela da terceira magnitude Kaus Borealis. Esse aglomerado é fracamente visível como uma mancha nebulosa com um par de binóculos e pode ser facilmente encontrado em um pequeno telescópio com uma abertura de 8 cm.Com 15 cm o núcleo pode ser facilmente visto inclusive, algumas estrelas.E, com um telescópio de 25 cm acaba que por revelar um núcleo de 2.

## Descoberta e visualização

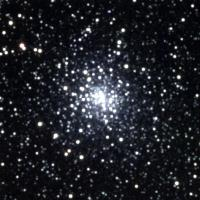
Messier 28, projeto 2MASS

O aglomerado globular é uma das descobertas originais do astrônomo francês Charles Messier, que o catalogou em 27 de julho de 1764.
Não é possível resolver suas estrelas mais brilhantes com telescópios amadores de pequena abertura, embora telescópios maiores sejam capazes. William Herschel, descobridor de Urano, foi o primeiro a resolver suas estrelas mais brilhantes em 1783.

## Características
Estando entre 18 000 e 19 000 anos-luz de distância da Terra e com um diâmetro de 60 anos-luz, é menor e mais comprimida do que sua companheira aparente, Messier 22.
Contém 20 estrelas variáveis, sendo 18 RR Lyrae, uma W Virginis, com período a cada 17 dias, e outra variável RV Tauri. Foi o segundo aglomerado globular a ter um pulsar milissegundo a ser descoberto (o primeiro havia sido Messier 4), em 1987.